# Дальберг, Вольфганг Хериберт фон
Барон Вольфганг Хериберт фон Дальберг (нем. Wolfgang Heribert von Dalberg; 18 ноября 1750, Майнц — 27 сентября 1806, Мангейм) — придворный и государственный деятель Великого герцогства Баден, занимавший пост государственного министра и великого Гофмейстера Баденского двора, кроме того был первым генеральным администратором и руководителем Национального театра Мангейма.

## Биография
Представитель знатного баронского рода Дальбергов.
Брат Карла Теодора фон Дальберга (1744—1817), последнего князя-епископа Священной Римской империи и Марианны фон Дальберг(1745—1804), супруги графа Лейена, которая управляла княжеством Лейенским, а после ранней смерти мужа, жила в Париже, откуда вынуждена была бежать в разгар революционных волнений.

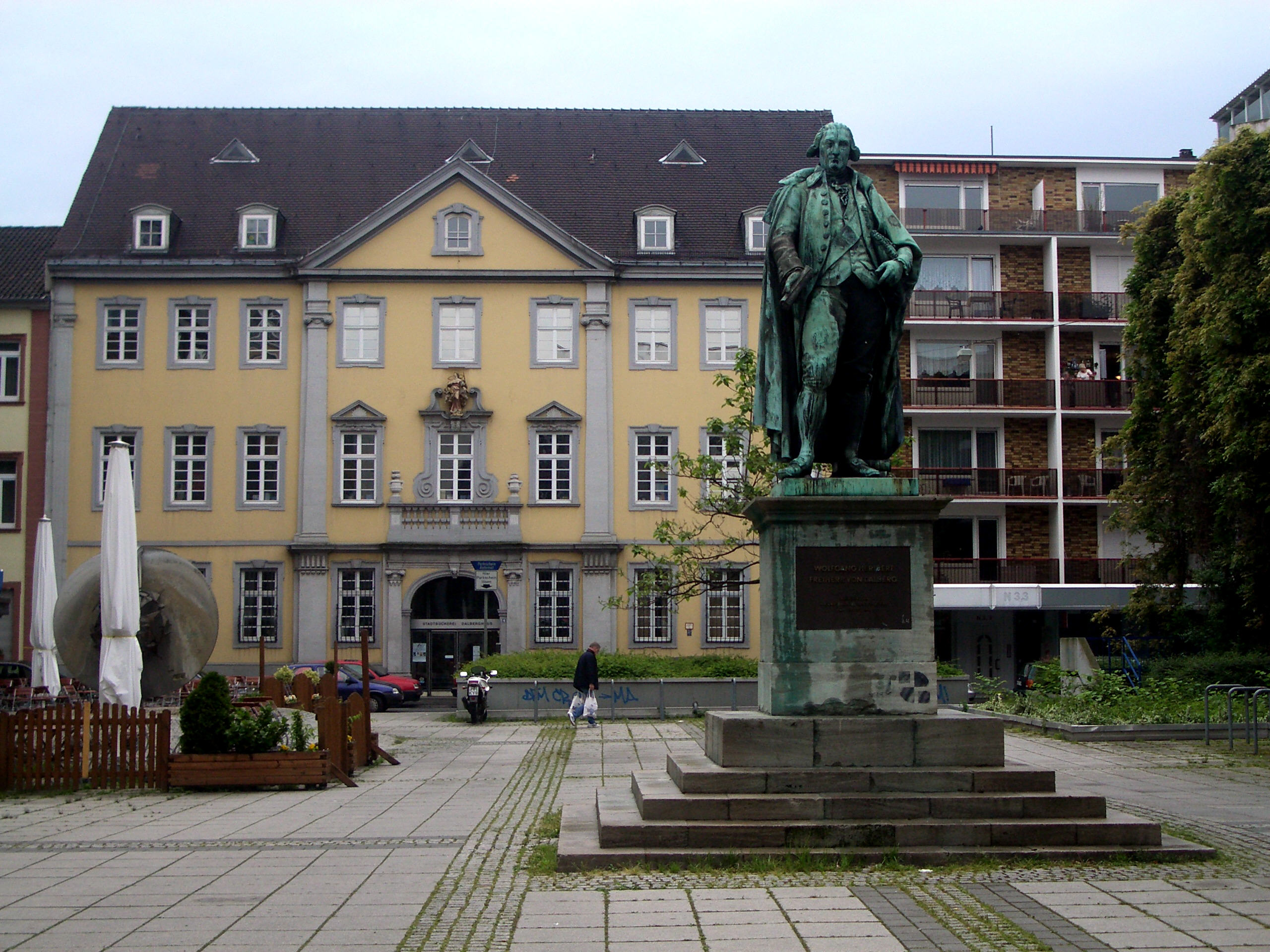
Памятник Хериберту фон Дальбергу перед его домом в Мангейме скульптора М. Виднмана. 1866

Дальберг изучал право в Гёттингенском университете, после окончания которого работал в Королевском историческом институте. В 1770 году стал бургомистром замка Фридберг и одновременно камергером курфюрста Пфальца, в 1772 году избран судьей суда Майнца и губернатором архиепископа Майнца. В 1775 г. стал тайным советником Пфальца, заместителем председателя Судебной палаты, а в 1789 г. — председателем Верховного апелляционного суда. В 1799 году баварский курфюрст произвел его в «оберстюардмейстера цу Мюнхен» в качестве тайного советника и казначея.
Автор идеи создания национального театра в Мангейме. Сам написал несколько пьес и адаптировал для исполнения иностранные произведения, в первую очередь, Шекспира. Был приятелем и корреспондентом Шиллера, руководил первыми постановками его пьес.
15 августа 1771 года женился на Элизабет Августе, дочери Иоганна Филиппа и Марии Луизы Ульнер фон Дибург.
Был отцом Эммериха Йозефа фон Дальберга, который стал французским дипломатом и получил французский титул герцога де Дальберга (герцога Дальберга) в 1810 году.